# Joseph Wolstenholme
Pour les articles homonymes, voir Wolstenholme.
Joseph Wolstenholme (30 septembre 1829 - 18 novembre 1891) est professeur de mathématiques, à Cambridge puis dans un collège près de Londres. Il est un spécialiste brillant de géométrie analytique et a notamment publié en 1878 "Mathematicals Problems" qui contient, entre autres et pour la première fois, l'étude des propriétés des triangles tangents à une ellipse.
Sa sœur est la féministe Elizabeth Wolstenholme.
Il est ami de Leslie Stephen, dont Virginia Woolf est la fille. Celle-ci s'inspire de lui pour le personnage d'Augustus Carmichael dans son roman La Promenade au phare.